# Wierch nad Zagonnym Żlebem
Der Wierch nad Zagonnym Żlebem, auch Zagonny Wierch genannt, ist ein Berg in der polnischen Hohen Tatra mit einer Höhe von 2039 m n.p.m.

## Lage und Umgebung
Unterhalb des Gipfels liegen die Täler Dolina Roztoki und Dolina Waksmundzka. 
Nachbargipfel im Massiv des Wołoszyn sind Skrajny Wołoszyn und die Turnia nad Dziadem, die von ihm durch den Bergpass Karbik getrennt wird, sowie die Turnia nad Szczotami und die Roztocka Turniczka.

## Etymologie
Der Name Wierch nad Zagonnym Żlebem lässt sich als Gipfel über dem Zagonny Couloir übersetzen. 

## Tourismus
Die Wierch nad Zagonnym Żlebem war von 1903 bis 1932 Teil des Höhenwegs Orla Perć. Der Abschnitt vom Bergpass Krzyżne bis zur Alm Polana pod Wołoszynem wurde jedoch 1932 geschlossen. Das Gebiet stellt seither ein striktes Naturreservat dar. Es ist für Wanderer nicht zugänglich.

## Belege
- Zofia Radwańska-Paryska, Witold Henryk Paryski, Wielka encyklopedia tatrzańska, Poronin, Wyd. Górskie, 2004, ISBN 83-7104-009-1.
- Tatry Wysokie słowackie i polskie. Mapa turystyczna 1:25.000, Warszawa, 2005/06, Polkart ISBN 83-87873-26-8.